# Яворский, Иван Денисович
Иван Денисович Яворский — советский хозяйственный и государственный деятель, лауреат Государственной премии СССР за выдающиеся достижения в труде.

## Биография
Родился в 1934 году в селе Великая Косница. Член КПСС.
Окончил Краснолучский горный техникум по специальности горный техник.
В 1956—1991 годах — горный мастер, горнорабочий очистного забоя, бригадир горнорабочих очистного забоя шахты «Хрустальская» производственного объединения «Донбассантрацит» Министерства угольной промышленности Украинской ССР.
За высокую эффективность и качество работы, успешное внедрение передовых методов добычи топлива был в составе коллектива удостоен Государственной премии СССР за выдающиеся достижения в труде 1980 года.
Жил в Красном Луче.

## Награды
- Орден Ленина
- Орден Трудового Красного Знамени
- Орден Знак Почёта